# Belosynapsis moluccana
Belosynapsis moluccana är en himmelsblomsväxtart som först beskrevs av William Roxburgh, och fick sitt nu gällande namn av Cecil Ernest Claude Fischer. Belosynapsis moluccana ingår i släktet Belosynapsis och familjen himmelsblomsväxter. Inga underarter finns listade.